# Wim van Krimpen
Wim van Krimpen (Kruisweg, 2 maart 1941) is een Nederlands bestuurder, voormalig galeriehouder en voormalig directeur van de Kunsthal in Rotterdam, het Fries Museum in Leeuwarden en het Kunstmuseum Den Haag.

## Biografie
Van Krimpen werd geboren in het gezin van een Groningse dominee, die zich vanaf 1944 op het jeugdwerk in Rotterdam stortte en hem ook in aanraking bracht met kunst. Hij begon zijn werkzame leven als maker van een tentoonstellingen en beurzen in de Ahoy-hal en werd vervolgens door omstandigheden directeur van dit tentoonstellingsbedrijf. Hij werkte vervolgens een aantal jaren in Duitsland en België. In 1978 keerde hij terug en opende een galerie in Amsterdam. Hij was in 1982 initiatiefnemer van de KunstRai te Amsterdam.
Van 1988 tot 1994 was Van Krimpen interim-directeur van de Kunsthal in Rotterdam, en tot 2000 directeur. Vanaf 1 maart 1998 was hij gelijktijdig directeur van het Fries Museum in Leeuwarden. In beide musea heeft hij vernieuwende ideeën toegepast. Per 1 januari 2001 werd hij directeur van het Gemeentemuseum Den Haag. Op 1 januari 2009 nam Van Krimpen afscheid als directeur van het museum, waar hij werd opgevolgd door de jonge kunsthistoricus Benno Tempel (1972). Hierna opende hij weer zijn galerie in Amsterdam.
In Rotterdam was Van Krimpen ook lid van het Welstandscollege Rotterdam en van 1990 tot 1992 lid van het Quality Team Kop van Zuid. Hiernaast heeft hij diverse bestuurlijke functies bekleed, zoals binnen de Mondriaan Stichting, de Foundation European Art Manifestation, de Stichting Nederland Wereldtentoonstellingen en Stichting Noordkunst.
In het jaar 2000 bij zijn afscheidsfeest in de Kunsthal ontving hij twee onderscheidingen, een koninklijke en een gemeentelijke, voor zijn verdiensten in de Nederlandse cultuurwereld. Hij werd benoemd tot Ridder in de Orde van Oranje-Nassau. Namens de gemeente ontving hij de Wolfert van Borselenpenning. In 2006 ontving hij zijn derde buitenlandse onderscheiding, uitgereikt door de ambassadeur van Oostenrijk te Den Haag, de heer Erwin Kubesch. In 2014 ontving hij de erepenning van de gemeente Winterswijk vanwege zijn inzet voor de oprichting van Villa Mondriaan.

## Werk

### Fries Museum
Van Krimpen was als directeur van het Fries Museum van mening dat het museum zich zou moeten beperken tot zijn eigen taken en voerde enkele reorganisaties door die hem niet alom geliefd maakten. Zo ontnam hij de provinciale museumconsulent zijn kantoorruimte in het museum en stootte hij twee gebouwen af die door het museum onderhouden werden: het middeleeuwse kerkje van Janum en een buitenhuis, Fogelsangh State. Van Krimpen reorganiseerde ook de indeling van het museum. Het oude zilver uit de kelder werd naar boven gehaald. De dikke voordeur van Gunnar Daan uit de jaren 90 werd door glas vervangen opdat men het museum in kan kijken. 

### Gemeentemuseum Den Haag
In 2006 raakte Van Krimpen in opspraak naar aanleiding van de verkoop bij Sotheby's van het stilleven Landschap met stad van de Russische schilder Ilja Masjkov. Het schilderij dat was aangezien voor een werk van  I. Mackoff bleek enkele miljoenen meer op te brengen dan de duizend euro die men ervoor had verwacht.

In december 2007 besloot het Gemeentemuseum foto's van de Iraanse kunstenares Sooreh Hera niet te tonen waarop Mohammed in verband gebracht wordt met homoseksualiteit. Museum Gouda verklaarde zich bereid het werk wél te exposeren.

## Publicaties
Wim van Krimpen heeft meegewerkt aan verschillende publicaties, waaronder:
- 1992. Logo's voor de Kunsthal Rotterdam = Logos for the Kunsthal Rotterdam; i.s.m. Wim van Sinderen en John Rudge. ISBN 9074514022
- 2000. 200 in 2000 : acht jaar Kunsthal Rotterdam; samenst. Wim van Sinderen & Tessa Baars. Uitg. ter gelegenheid van het feestelijk afscheid van Kunsthal-directeur Wim van Krimpen op 2 september 2000. ISBN 9040095221
- 2005. Veron Urdarianu; i.s.m. Rudi Fuchs ISBN 9090187200
- 2006. Lucide domeinen = Lucid domains; i.s.m. B.C. Epker ISBN 908104141X
- 2008. XXste eeuw; samenst. i.s.m. Hans Janssen, Laura Stamps ISBN 9789040085772